# Enzo G. Castellari
Enzo G. Castellari, pseudonimo di Enzo Girolami (Roma, 29 luglio 1938), è un regista, sceneggiatore e montatore italiano.
Ha diretto titoli come La polizia incrimina, la legge assolve, Il cittadino si ribella, Keoma, Il grande racket, L'ultimo squalo e Quel maledetto treno blindato, film di guerra molto amato da Quentin Tarantino, che ha infatti citato il titolo estero della pellicola, Inglorious Bastards, storpiandolo in Inglourious Basterds, titolo originale di Bastardi senza gloria, in cui Castellari appare in un cameo.

## Biografia

### Gli inizi
Castellari è nato a Roma il 29 luglio 1938 con il nome di Enzo Girolami (Castellari è il cognome materno), figlio del regista Marino Girolami, fratello dell'attore Enio Girolami e nipote del regista Romolo Guerrieri. Castellari ha studiato al liceo artistico, si è diplomato in scenografia all'Accademia di Belle Arti e laureato in architettura all'Università "La Sapienza" di Roma. Entrò nel mondo del cinema come attore, quindi continuò in veste di assistente alla produzione, aiuto regista, coordinatore degli stuntman, montatore e sceneggiatore.

### Gli spaghetti-western
Castellari esordì nella regia nel 1966, con lo spaghetti-western Pochi dollari per Django, co-diretto insieme a León Klimovsky. Castellari non fu accreditato alla regia, ma girò lui gran parte del film. Nella prima parte della sua carriera diresse cinque spaghetti-western, che hanno fatto entrare il suo nome nella storia del genere.
Il vero esordio nella regia avvenne nel 1967, con un altro spaghetti-western: 7 winchester per un massacro. Il primo grande successo diretto da Castellari fu Vado... l'ammazzo e torno, interpretato da George Hilton. Il regista continuò con questo genere, dirigendo altri tre film – da segnalare Ammazzali tutti e torna solo, violento e pop – fino al 1973, quando diresse il suo primo film poliziottesco, La polizia incrimina, la legge assolve. Castellari tornò a frequentare il genere spaghetti-western nel 1975, con il parodistico Cipolla Colt e con il più serio e crepuscolare Keoma, considerato il suo miglior western, interpretato da Franco Nero. Nel 1994 Castellari girò un tardo spaghetti-western, Jonathan degli orsi, ancora interpretato da Franco Nero, quasi un "sequel" di Keoma. Il film è stato girato totalmente in Russia. Il villaggio western è stato completamente costruito in una base militare vicino a Mosca. L'anteprima mondiale del film è stata organizzata e voluta a Montecarlo con la presenza del Principe Alberto.

### I polizieschi italiani
Nel 1973 Castellari diresse La polizia incrimina, la legge assolve, che codificò le regole del genere, iniziato nel 1972 da Stefano Vanzina con La polizia ringrazia, e contribuì al suo nascente successo. Il film, ispirato a Bullitt e a Il braccio violento della legge, presenta un inseguimento iniziale che dura dodici minuti e riscosse successo in tutto il mondo. Castellari divenne così uno dei nomi di punta del cinema italiano di genere, e gli fu offerto di dirigere un seguito de La polizia incrimina, la legge assolve, intitolato Roma violenta. Castellari però rifiutò di dirigere il film per un disaccordo sul compenso, così la pellicola fu diretta dal padre Marino nel 1975.
Dopo aver rifiutato Roma violenta, Castellari accettò la proposta di Mario Cecchi Gori e diresse nel 1974 Il cittadino si ribella, con il quale affinò definitivamente il suo stile, fatto di sequenze al rallentatore, montaggio serrato e un'ottima direzione delle scene d'azione. Il film nacque sulla scia del successo riscosso da Il giustiziere della notte, fu interpretato da Franco Nero e da Renzo Palmer, e incassò un miliardo e ottocento milioni di lire, divenendo uno dei più grandi successi italiani di quell'anno.
Gli altri polizieschi diretti da Castellari sono Il grande racket, del 1976, considerato il suo capolavoro, interpretato da Fabio Testi, che interpretò nel 1977 anche La via della droga, e Il giorno del Cobra, interpretato da Franco Nero.

### I film ispirati aLo squalo
Castellari ha diretto anche due pellicole ispirate al grande successo riscosso nel 1975 da Lo squalo: nel 1979 girò Il cacciatore di squali e nel 1981 L'ultimo squalo. Quest'ultimo film è considerato il miglior seguito de Lo squalo, nonostante non sia ritenuto un sequel ufficiale. Il film fu molto visto negli Stati Uniti, dove uscì con il titolo The Great White, incassando oltre 18 milioni di dollari, ma fu bloccato dopo una causa presentata dalla Universal, che si sentiva minacciata dal film italiano e accusò la produzione di plagio.

### I postatomici
Nel 1982 Castellari si dedicò al nascente genere post-atomico, con 1990 - I guerrieri del Bronx, primo film di una trilogia che comprende anche I nuovi barbari e Fuga dal Bronx (seguito di 1990 - I guerrieri del Bronx). Questi film furono molto apprezzati all'estero e ottennero un buon successo di pubblico.

### Gli ultimi film e la televisione
Nella metà degli anni ottanta, a causa della crisi del cinema italiano di genere, Castellari gira alcuni film che non usciranno mai nelle sale cinematografiche italiane. Si tratta di due film d'azione girati nel 1987: Striker, scritto da Umberto Lenzi e girato nei Caraibi, e Hammer, girato in Giamaica.
Nel 1991 Castellari filma a Miami, negli Stati Uniti, sei episodi della serie Detective Extralarge: la serie è interpretata da Bud Spencer, affiancato dal Philip Michael Thomas di Miami Vice e viene trasmessa da Rai 2. Nel 1992 vince il Telegatto come miglior serie televisiva dell'anno.
Castellari torna al grande schermo soltanto nel 1993, con il tardo western Jonathan degli orsi, quindi si dedica nuovamente alla TV.
Nel 1996 completa per la produzione Titanus di Goffredo Lombardo due importanti serie TV: Il ritorno di Sandokan con Kabir Bedi e subito dopo Deserto di fuoco con un cast che includeva Claudia Cardinale, Virna Lisi e Vittorio Gassman.
Castellari dirige e produce un film pilota per la televisione, pieno di avventura e scene d'azione: Gli angeli dell'isola verde. Nello stesso periodo dirige un film giallo per la Bideri Produzione: Gioco a incastro.
Nel 2005 ha un piccolo ruolo di attore nel film dei Manetti Bros. Piano 17. Nel 2009 Castellari ritorna nei Caraibi e dirige Caribbean Basterds. 
Nel 2016 esce la sua autobiografia, dal titolo Il bianco spara!, edita per Bloodbuster.

## Progetti incompiuti
Dopo l'uscita di Vado... l'ammazzo e torno, a Castellari fu offerta la regia per un western comico interpretato da Bud Spencer e Terence Hill. Il regista iniziò a scrivere una sceneggiatura, insieme a Renato Izzo. In seguito, però, Hill non fu disponibile poiché impegnato su un altro set, e il progetto venne abbandonato.
Castellari era stato il primo regista scelto per dirigere Zombi 2, ma rifiutò perché riteneva di non essere in grado di dirigere un horror. Il film venne poi diretto da Lucio Fulci nel 1979.
Castellari doveva dirigere un film scritto da Oliver Stone nei primi anni settanta, intitolato Cover-up. Il film narrava il rapimento, da parte di un gruppo di terroristi, della figlia del presidente degli Stati Uniti. Il film non si girò mai, per dei problemi inerenti alla traduzione in italiano della sceneggiatura.

## Stile
Lo stile di Castellari è riconoscibile per una serie di stilemi che tornano in quasi tutti i suoi film:
- I ralenti, presenti in ogni suo film e mutuati da quelli presenti in Il mucchio selvaggio, diretto da Sam Peckinpah.
- Un incipit secco che passa subito all'azione.
- Un montaggio veloce e frammentario.
- Sparatorie che si svolgono in luoghi per la maggior parte chiusi (come garage o fabbriche abbandonate).
- Un utilizzo della musica in sintonia con le scene d'azione spettacolari.

## Filmografia

### Regista

#### Cinema
- Pochi dollari per Django (co-regia non accreditata con León Klimovsky) (1966)
- 7 winchester per un massacro (1967)
- Vado... l'ammazzo e torno (1967)
- Quella sporca storia nel West (1968)
- I tre che sconvolsero il West (Vado, vedo e sparo) (1968)
- Ammazzali tutti e torna solo (1968)
- La battaglia d'Inghilterra (1969)
- Gli occhi freddi della paura (1971)
- Ettore lo fusto (1972)
- Tedeum (1972)
- La polizia incrimina, la legge assolve (1973)
- Il cittadino si ribella (1974)
- Cipolla Colt (1975)
- Le avventure e gli amori di Scaramouche (1976)
- Il grande racket (1976)
- Keoma (1976)
- La via della droga (1977)
- Quel maledetto treno blindato (1977)
- Sensività (1979)
- Il cacciatore di squali (1979)
- Il giorno del Cobra (1980)
- L'ultimo squalo (1981)
- 1990 - I guerrieri del Bronx (1982)
- I nuovi barbari (1983)
- Fuga dal Bronx (1983)
- Tuareg - Il guerriero del deserto (1984)
- Colpi di luce (1985)
- Hammerhead (1987)
- Striker (1988)
- Sinbad of the Seven Seas (1989)
- Jonathan degli orsi (1994)
- Caribbean Basterds (Caraibi & bastardi) (2009)

#### Televisione
- Detective Extralarge – serie TV, 1ª stagione (1991)
- Il ritorno di Sandokan (1996)
- Deserto di fuoco (1997)
- Gioco a incastro (2000)
- Gli angeli dell'isola verde (2001)

### Attore
- Un canto nel deserto, regia di Marino Girolami (1959)
- Quanto sei bella Roma, regia di Marino Girolami (1959)
- Bellezze sulla spiaggia, regia di Romolo Guerrieri (1961) – non accreditato
- Gli italiani e le donne, regia di Marino Girolami (1962) – non accreditato
- L'assassino si chiama Pompeo, regia di Marino Girolami (1962) – non accreditato
- Il medico delle donne, regia di Marino Girolami (1962) – non accreditato
- Le motorizzate, regia di Marino Girolami (1963) – non accreditato
- Pochi dollari per Django, regia di León Klimovsky (1966) – cameo
- Anche nel West c'era una volta Dio, regia di Marino Girolami (1968)
- La polizia incrimina, la legge assolve, regia di Enzo G. Castellari (1973) – cameo
- Il cittadino si ribella, regia di Enzo G. Castellari (1974) – cameo
- Cipolla Colt, regia di Enzo G. Castellari (1975) – cameo
- Il grande racket, regia di Enzo G. Castellari (1976) – cameo
- La via della droga, regia di Enzo G. Castellari (1977) – cameo
- Quel maledetto treno blindato, regia di Enzo G. Castellari (1978) – cameo
- Il cacciatore di squali, regia di Enzo G. Castellari (1979)
- Sensività, regia di Enzo G. Castellari (1979)
- Il giorno del Cobra, regia di Enzo G. Castellari (1980) – cameo
- 1990 - I guerrieri del Bronx, regia di Enzo G. Castellari (1982) – cameo
- I nuovi barbari, regia di Enzo G. Castellari (1982) – cameo
- Venti di guerra, regia di Dan Curtis – serie TV (1983) - cameo
- Fuga dal Bronx, regia di Enzo G. Castellari (1983) – cameo
- Tuareg - Il guerriero del deserto, regia di Enzo G. Castellari (1984) – cameo
- Cobra Mission, regia di Fabrizio De Angelis (1986)
- Striker, regia di Enzo G. Castellari (1987) – cameo
- Jonathan degli orsi, regia di Enzo G. Castellari (1994) – cameo
- Piano 17, regia dei Manetti Bros. (2005)
- Bastardi senza gloria (Inglourious Basterds), regia di Quentin Tarantino (2009) – cameo
- Caribbean Basterds (Caraibi & bastardi), regia di Enzo G. Castellari (2010) – cameo
- Nero infinito, regia di Giorgio Bruno (2013)
- Violent Shit: The Movie, regia di Luigi Pastore (2015)
- Stop Over in Hell, regia di Victor Matellano (2016)
- I miei sogni in pellicola, regia di Antonio Bido – documentario (2019)
- Ennio, regia di Giuseppe Tornatore – documentario (2021)
- Pretendo l'inferno, regia di Eugenio Ercolani – documentario (2024)